# 현대자동차그룹 인재개발원
현대자동차그룹 인재개발원은 현대자동차 및 기아를 중심으로 인재 육성을 진행하는 개발원이다.

## 상세
직책별 리더십 역량 과정과 다양한 프로그램 등을 통해 리더들이 맡은 역할을 원할하게 수행할 수 있도록 하고있다. 현재 현대자동차그룹 인재개발원(마북 캠퍼스)은 서울에서 접근이 비교적 용이한 경기도 용인시 기흥구에 위치해 있다.
현대자동차그룹 인재개발원(마북 캠퍼스)는 비전홀, 대강당, 세미나실 및 일반 강의실 등 총 36개의 강의장 및 약 561명이 머무를 수 있는 숙박 시설 그리고 헬스장, 식당 등과 같은 편의시설을 갖추고 있다.

## 장소
- 현대자동차그룹 인재개발원 마북캠퍼스 : 경기 용인시 기흥구 마북로240번길 17-4
- 현대자동차 인재개발센터 파주캠퍼스 : 경기 파주시 조리읍 팔학골길 148-43